# جرج گای (بازیکن فوتبال)
جرج گای (انگلیسی: George Guy; ۱ ژانویهٔ ۱۸۹۶ – ۱ ژانویهٔ ۱۹۷۵) بازیکن فوتبال بود.